# McDonnell F2H
Die McDonnell F2H Banshee war ein trägergestützter Jagdbomber des US-amerikanischen Herstellers McDonnell.

## Geschichte
Die F2H Banshee war das Nachfolgemuster der FH Phantom, die anfangs als McDonnell FD bezeichnet wurde. Als die Produktion der FD-1 anlief, wurde McDonnell der Auftrag erteilt, einen größeren Jagdbomber zu entwickeln. Der Prototyp ähnelte stark der FD-Serie, obwohl er größer und schwerer war.
Der Prototyp wurde kurz nach seiner Fertigstellung von XF2D-1 in XF2H-1 umbenannt. Der herstellerbezogene Bestandteil der Typenbezeichnung „D“ wurde 1946 im Bezeichnungssystem der US Navy in „H“ geändert, um Verwechslungen mit den Konstruktionen von Douglas zu vermeiden. James Smith McDonnell, der Gründer und Präsident des Flugzeughersteller McDonnell, war zeitlebens am Okkultismus und parapsychologischen Themen interessiert und benannte in den 1940er Jahren einige Flugzeuge nach Figuren aus Sagen – zum Beispiel die FH Phantom (1945), die McDonnell XF-85 Goblin (1947) und die McDonnell F3H Demon (1951) – und dementsprechend die McDonnell F2H als Banshee. 
Der Erstflug als XF2H-1 mit zwei Westinghouse J34-WE-22 mit jeweils 13,3 kN Schub war am 11. Januar 1947. Es wurden zwei Prototypen gebaut.

## Versionen
- F2H-1: 56 ab März 1949 gebaut, erster Einsatz bei der Jagdstaffel VF-171.
- F2H-2: 364 ab 1949 gebaut, längerer Rumpf und Flügelspitzentanks. Die F2H-2/B/N wurden bei den Staffeln VF-11, VF-12, VF-22, VF-62, VF-171, VF-172, VMF-122, VMF-214, VMF-224, und VMJ-1 vor allem im Koreakrieg eingesetzt.
- F2H-2B: Version der F2H-2 mit verstärkten Flügeln zum Abwurf vom Mk 8-Nuklearwaffen.
- F2H-2N: 14 Nachtjäger mit erweiterter Radarausrüstung.
- F2H-2P: 58 unbewaffnete Fotoaufklärer mit sechs Kameras im verlängerten Rumpfbug. Einsatz bei den Staffeln VC-61, VC-62, VMJ-1 und VMJ-2.
- F2H-3: 250 Langstrecken-Allwetterjagdflugzeuge F2H-3 mit zwei zusätzlichen Tanks im verlängerten Rumpf und Westinghouse AN/APQ-41 Radar im Rumpfbug. Das letzte Flugzeug wurde am 31. Oktober 1953 ausgeliefert. Die 1962 noch vorhandenen Exemplare wurden in F-2C umbenannt.
- F2H-4: 150 gebaut, stärkere J34-WE-38-Triebwerke und Hughes AN/APG-37 Radar. Die 1962 noch vorhandenen Flugzeuge wurden in F-2D umbenannt.

Die Produktion der F2H endete 1953 nach 895 Maschinen. 1955 bis 1958 erhielt Kanada 39 F2H-3. Sie wurden von den Jagdstaffeln VF-870 und VF-871 sowie der Erprobungsstaffel VX-10 geflogen. Sie wurden bis zur Ausmusterung im September 1962 vom kanadischen Flugzeugträger Bonaventure aus eingesetzt.

## Produktion
Abnahme der McDonnell F2H durch die US Navy:
| Version | 1948 | 1949 | 1950 | 1951 | 1952 | 1953 | SUMME |
| ------- | ---- | ---- | ---- | ---- | ---- | ---- | ----- |
| XF2H-1  |      | 3    |      |      |      |      | 3     |
| F2H-1   | 7    | 49   |      |      |      |      | 56    |
| F2H-2   |      | 15   | 147  | 137  | 35   |      | 334   |
| F2H-2N  |      | 2    | 12   |      |      |      | 14    |
| F2H-2P  |      |      |      | 36   | 52   |      | 88    |
| F2H-3   |      |      |      |      | 85   | 168  | 253   |
| F2H-4   |      |      |      |      |      | 147  | 147   |
| SUMME   | 7    | 69   | 159  | 173  | 172  | 315  | 895   |

## Nutzer
Kanada
Kanadische Marine
 Vereinigte Staaten
US Navy
United States Marine Corps

## Technische Daten

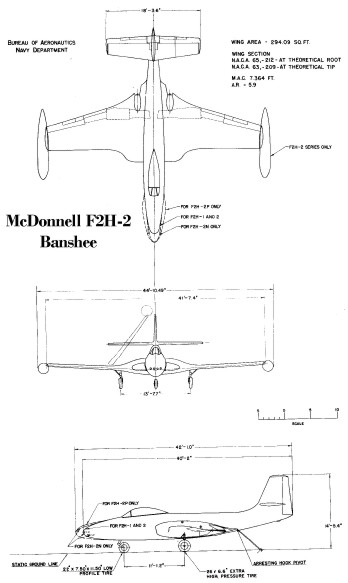
3-Seiten-Riss einer F2H-2

| Kenngröße             | Daten der F2H-3                                                 |
| --------------------- | --------------------------------------------------------------- |
| Besatzung             | 1                                                               |
| Länge                 | 14,68 m                                                         |
| Spannweite            | 12,73 m                                                         |
| Höhe                  | 4,42 m                                                          |
| Leermasse             | 5.980 kg                                                        |
| Standardstartmasse    | 9.531 kg                                                        |
| max. Startmasse       | 11.437 kg                                                       |
| Antrieb               | zwei Strahlturbinen Westinghouse J34-WE-34 mit je 14,5 kN Schub |
| Höchstgeschwindigkeit | 933 km/h                                                        |
| Marschgeschwindigkeit | 742 km/h                                                        |
| max. Reichweite       | 2.760 km                                                        |
| Dienstgipfelhöhe      | 14.205 m                                                        |
| max. Steigrate        | 30 m/s                                                          |
| Bewaffnung            | vier 20-mm-AN/M3-Kanonen, 440 kg Bombenzuladung                 |

## Galerie

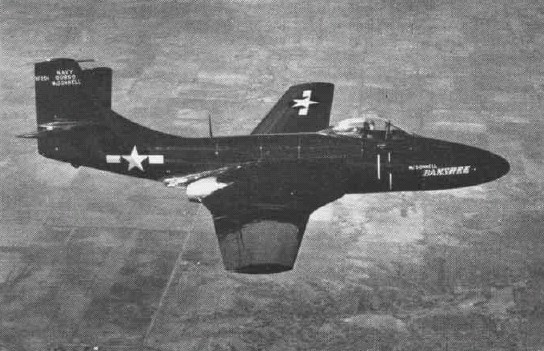
Prototyp XF2D-1 im August 1947
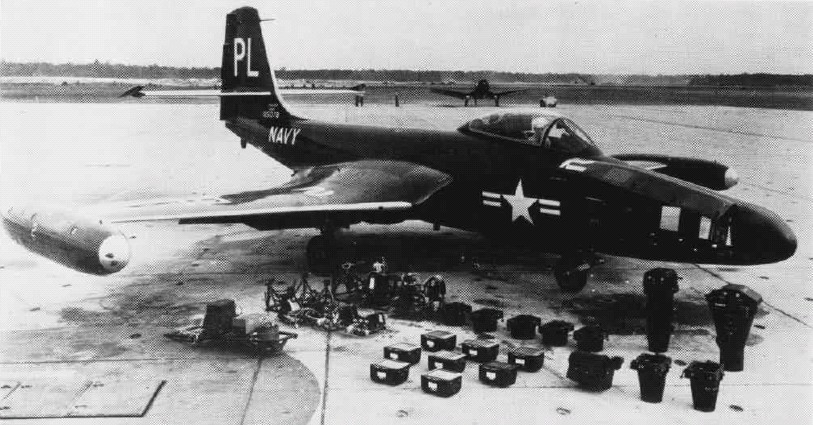
Kamera-Ausrüstung einer F3H-2P
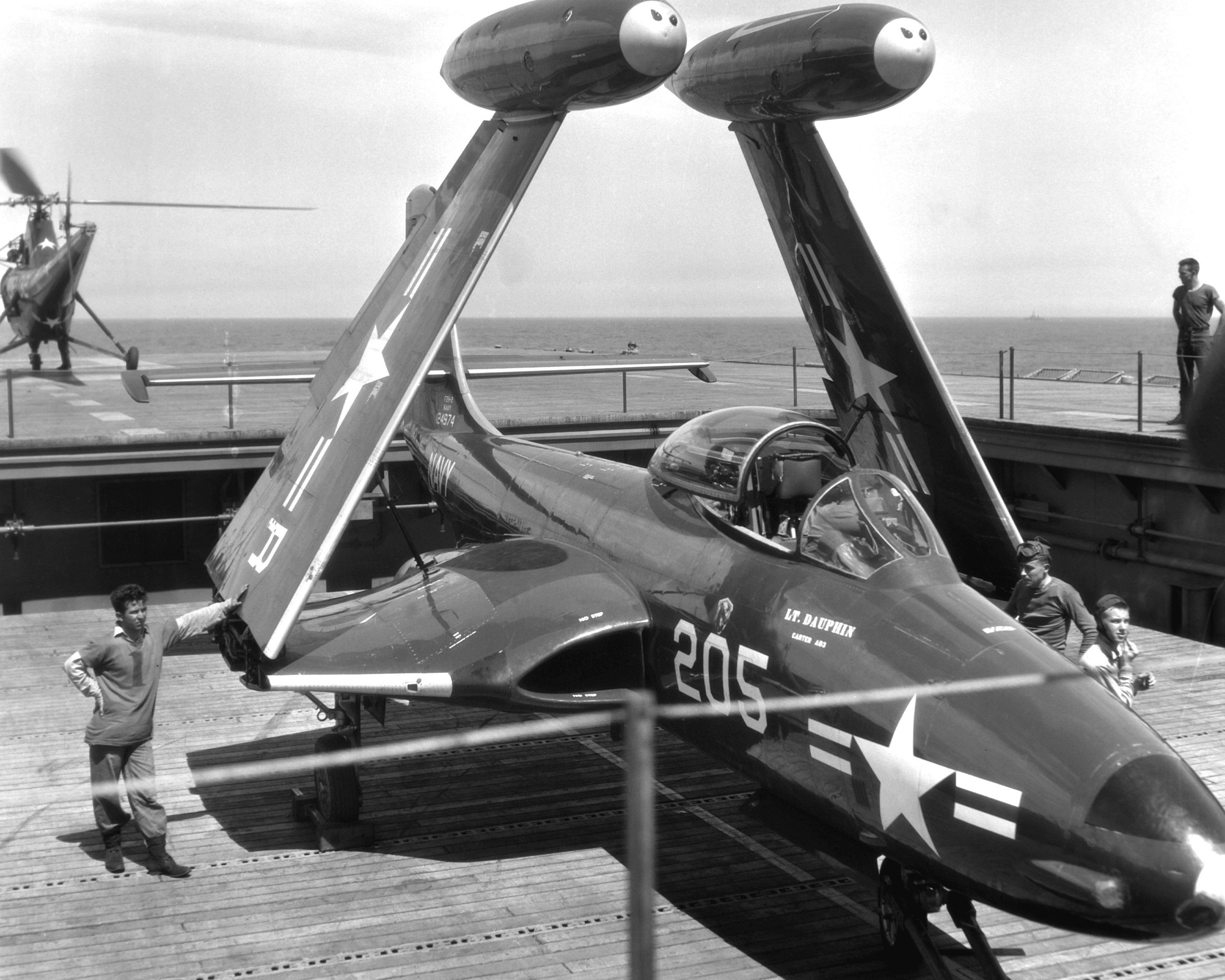
F2H-2 an Bord der Essex während des Koreakrieges
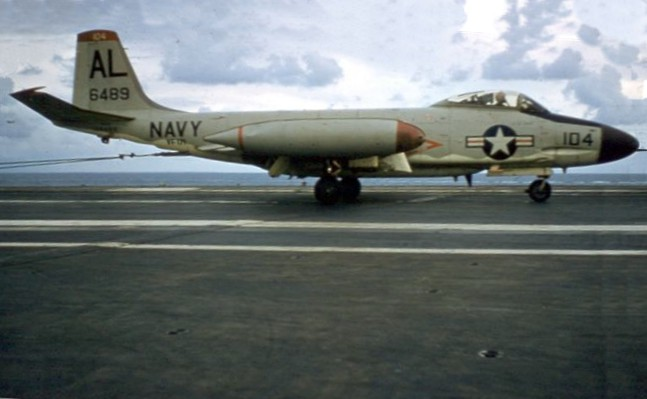
Trägerlandung einer F2H-3 an Bord der Franklin D. Roosevelt
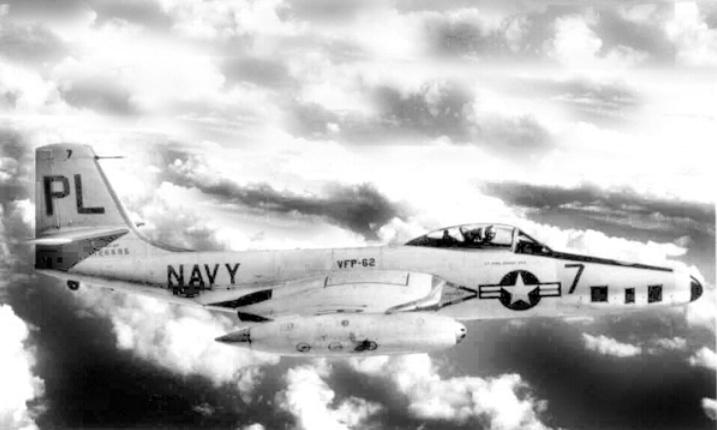
Aufklärer F2H-2P der VFP-62 der Coral Sea, 1956
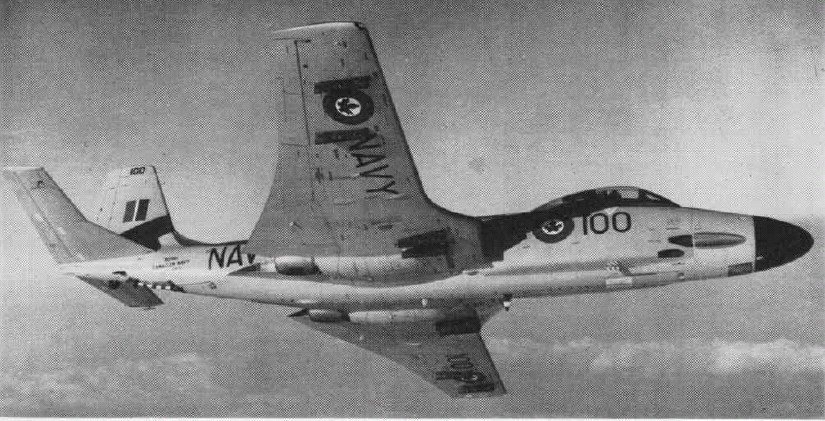
Kanadische F2H-3, 1957
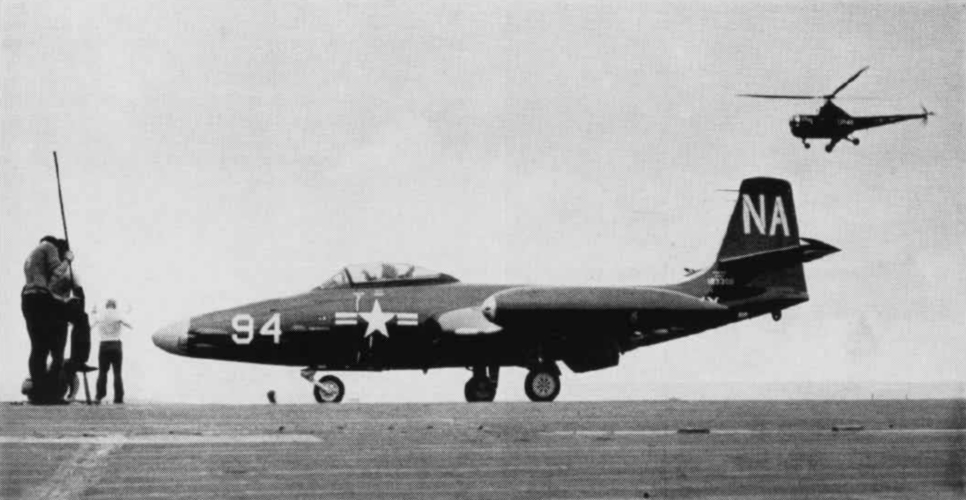
Eine F2H in der Nachtjäger-Ausführung 2N, 1951
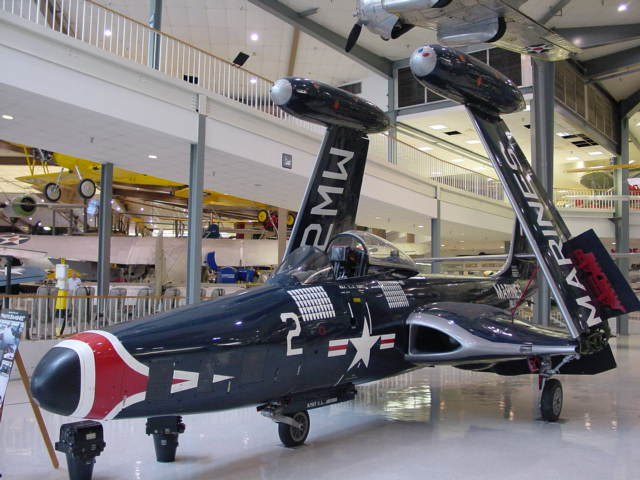
Restaurierte F2H-2P im National Museum of Naval Aviation

## Zwischenfälle

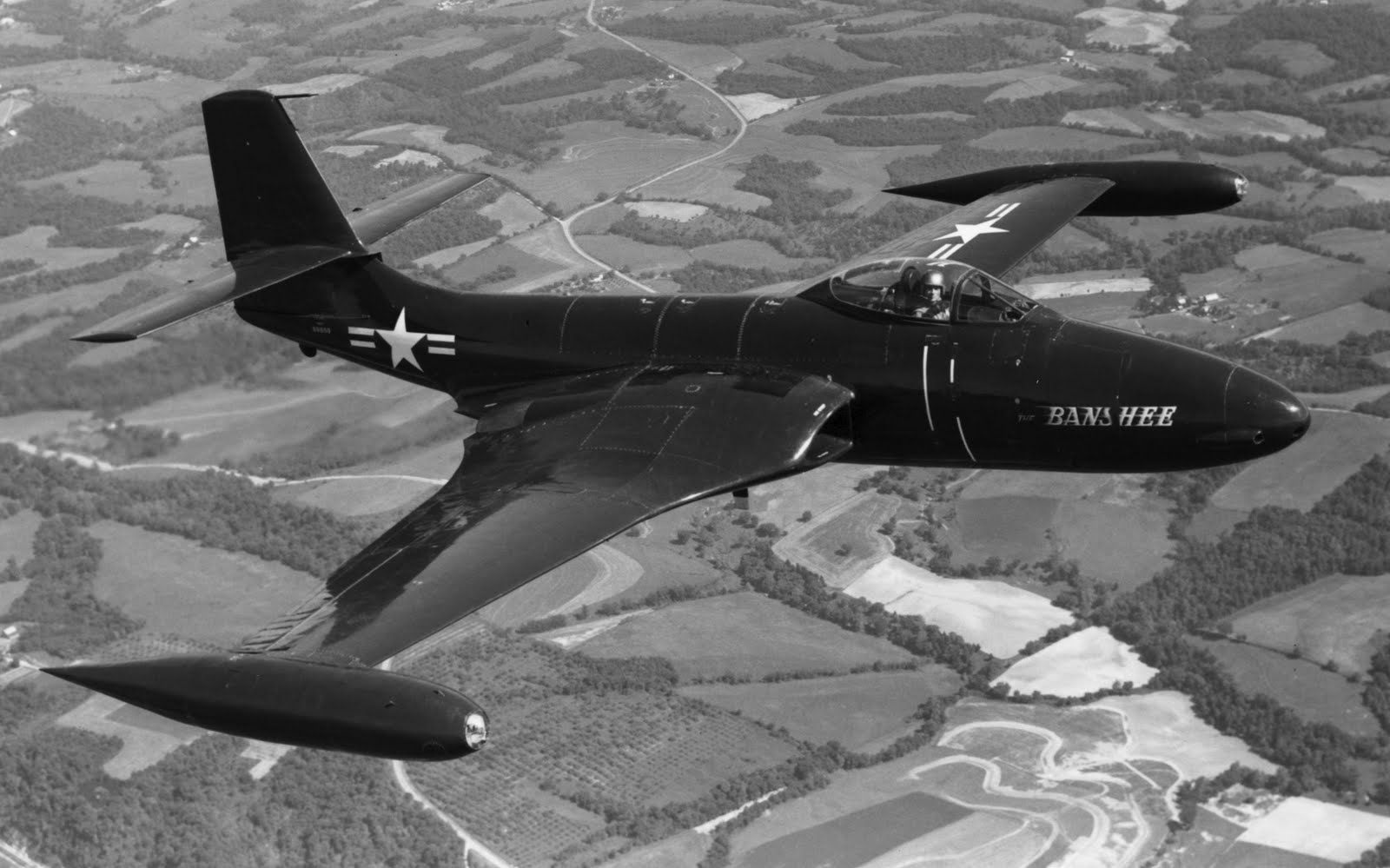
Ed Schoch in der XF2D Banshee

Ed Schoch, ein Testpilot von McDonnell, starb am 13. September 1951 an seinem 35. Geburtstag durch einen technischen Defekt bei der Erprobung einer McDonnell F2H.